# Zenani Mandela-Dlamini
Zenani Mandela-Dlamini, née le 5 février 1959, est une diplomate et une aristocrate sud-africaine. Elle est la belle-sœur du roi d'Eswatini, Mswati III, et la fille de Nelson Mandela et de Winnie Mandela.

## Biographie

### Jeunesse
Zenani Mandela naît dans une famille de chefs tribaux. Son père, Nelson, est un descendant direct de la royauté du peuple Thembu et est lui-même l'héritier de la chefferie de Mvezo. Son petit-fils, Mandla (en), le neveu de Zenani, succède finalement à ce dernier titre.
Elle a failli naître en prison, sa mère Winnie Mandela ayant été arrêtée peu avant sa naissance en 1959. Quand elle a quatre ans, son père est envoyé en prison, où il restera pendant les 27 années suivantes. Ce n'est qu'en 1974, alors qu'elle a 15 ans et peut alors lui rendre visite, qu'elle est informée de son arrestation.

### Éducation
Zenani Mandela étudie au Waterford Kamhlaba United World College of Southern Africa puis à l'Université de Boston. C'est là qu'elle rencontre pour la première fois le prince Thumbumuzi Dlamini du Swaziland (frère aîné du monarque régnant du Swaziland, Mswati III et de la reine Mantfombi (en) des Zoulous),, qui étudie les sciences dans la même université. Les deux se marient en 1973 et ont quatre enfants. Le couple est depuis séparé.

### Vie professionnelle
Zenani Mandela-Dlamini est nommée ambassadrice d'Afrique du Sud en Argentine en juillet 2012, devenant ainsi le premier des enfants de Nelson Mandela à entrer dans la fonction publique,, elle succède au diplomate à la retraite et ancien chef de l'opposition Tony Leon. Elle occupe ce poste jusqu'en mai 2017, date à laquelle elle est nommée haut-commissaire de l'Afrique du Sud à Maurice. Elle est ensuite nommée ambassadrice d'Afrique du Sud en Corée du Sud en octobre 2019.
Lorsque Nelson Mandela est élu président, et à la suite du divorce de ses parents, Zenani Mandela est choisie pour accompagner son père à son investiture et devenir la Première Dame suppléante d'Afrique du Sud, jusqu'à ce qu'il se remarie le jour de son 80e anniversaire avec l'ancienne première dame du Mozambique Graça Machel.